# Into the Unknown: Making Frozen 2
Into the Unknown: Making Frozen 2 (Brasil: Minha Intuição: Nos Bastidores de Frozen 2 / Portugal: Muito Mais Além: O Making Of de Frozen 2: O Reino de Gelo) é uma série documental de 2020 sobre o filme Frozen II, da Walt Disney Animation Studios, que estreou em novembro de 2019. Seus seis episódios seguem a equipe de produção e dubladores de Frozen II no último ano de desenvolvimento do filme.  Isso incluiu o desenvolvimento da história e o retrabalho da música "Show Yourself", a variedade de diferentes papéis no processo de animação, a composição e os arranjos orquestrais e o processo de pós-produção. Foi dirigido por Megan Harding, que já havia participado de um documentário de 2014 sobre a produção do filme Frozen de 2013, e foi lançado no serviço de streaming Disney+ logo após o lançamento da plataforma nos Estados Unidos.
O documentário foi produzido pela Lincoln Square Productions. Harding teve como objetivo representar o processo de produção de forma honesta e a equipe filmou por 115 dias. Eles frequentemente voavam entre a cidade de Nova York, onde trabalhavam, e Los Angeles, onde ficavam os escritórios principais de Frozen II, com algumas filmagens em casas de membros individuais da equipe. A série teve recepção crítica positiva.

## Elenco

### Equipe de produção
- Chris Buck – diretor
- Jennifer Lee – roteirista e diretora
- Kristen Anderson-Lopez – compositora
- Robert "Bobby" Lopez – compositor
- Peter Del Vecho – produtor
- Michael Giaimo – designer de produção
- Malerie Walters – animador

### Vozes
- Kristen Bell – voz da Anna
- Idina Menzel – voz da Elsa
- Josh Gad – voz do Olaf
- Jonathan Groff – voz do Kristoff
- Sterling K. Brown – voz do Tenente Mattias, um soldado de Arendelle
- Evan Rachel Wood – voz da Rainha Iduna, a mãe de Anna e Elsa

## Produção
Em 2014, a cineasta australiana Megan Harding conheceu a equipe de produção principal do filme Frozen da Disney de 2013, enquanto trabalhava em um especial de televisão para a American Broadcasting Company (ABC) um ano após o lançamento do filme. A produção da sequência, Frozen II começou em 2014. Em dezembro de 2018, trabalhando com a Lincoln Square Productions, Harding começou a documentar seu processo de filmagem. Ela e a maioria da equipe voaram entre a cidade de Nova York, onde trabalharam, e Los Angeles durante a maior parte das filmagens. Cobrindo o último ano de produção, a equipe gravou 1.300 horas de filmagem em 115 dias de filmagem. A equipe local filmou os Lopezes de seu apartamento em Nova York, e as imagens de suas reuniões com outra equipe de produção foram capturadas de um ou dos dois lados da conversa ou diretamente da tecnologia de teleconferência.
Harding teve como objetivo representar o processo honestamente e detalhar "o investimento pessoal e a luta criativa", ao invés de fazer "um DVD extra". A equipe teve que selecionar aspectos da produção para focar, como o desenvolvimento de "Show Yourself". Harding não planejou incluir menção à perda de Ryder, filho de Buck, mas Buck mencionou o assunto, inesperadamente, e a equipe de filmagem estava em lágrimas no final da conversa. Embora houvesse reuniões nas quais Buck sugerisse que não era "um bom dia para as câmeras", a equipe de filmagem só saiu da sala uma vez durante o ano, em uma reunião após a primeira exibição do filme para uma audiência familiar. Peter Del Vecho disse mais tarde que a equipe de Frozen II queria "mostrar ao mundo" o tamanho da equipe e "o trabalho árduo necessário para montar esses filmes", embora ele tenha considerado um "processo difícil" ter o documentário filmando a equipe por um ano. Josh Gad experimentou autoconsciência, à medida que o diálogo e canto de Olaf eram desenvolvidos com "experimentar e brincar". Lee achou divertido mostrar à equipe como a animação funcionava; ela disse que a sala de histórias "muito intensa" era mais difícil de ser filmada, mas que a equipe "foi muito paciente conosco".
O documentário apresenta a música "See the Sky", que foi cortada do filme final, mas não foi lançada na trilha sonora. A cena favorita de Harding, que foi cortada da série, foi Giaimo discutindo o que ele via como a "paixão, dedicação e tendências específicas de TOC" da equipe enquanto aparava suas sebes para se assemelhar ao formato das árvores em Frozen. O documentário omite a menção de John Lasseter, o diretor de criação antes de Lee, que deixou o cargo após relatos sobre ele perpetrar má conduta sexual contra funcionários em seu cargo na Disney. Também não cobre as consultas da produção com o povo Sámi sobre sua representação no filme, que ocorreram em grande parte antes do último ano de produção.

## Episódios
| N.º na temp. | Título                      | Dirigido por  | Lançamento          | Duração (minutos) |
| ------------ | --------------------------- | ------------- | ------------------- | ----------------- |
| 1            | "A Year to Premiere"        | Megan Harding | 26 de junho de 2020 | 44 minutos        |
| 2            | "Back to the Drawing Board" | Megan Harding | 26 de junho de 2020 | 42 minutos        |
| 3            | "Journey to Ahtohallan"     | Megan Harding | 26 de junho de 2020 | 39 minutos        |
| 4            | "Big Changes"               | Megan Harding | 26 de junho de 2020 | 38 minutos        |
| 5            | "Race to the Finish"        | Megan Harding | 26 de junho de 2020 | 32 minutos        |
| 6            | "The World Awaits"          | Megan Harding | 26 de junho de 2020 | 29 minutos        |

## Lançamento
Em 11 de abril de 2019, foi anunciado que uma série de documentários complementares seria lançada no serviço de streaming da Disney+ em seu primeiro ano, intitulada Into the Unknown: Making Frozen 2. Frozen 2 foi lançado em novembro de 2019. O primeiro trailer do documentário estreou em junho de 2020 e a série foi lançada em 26 de junho de 2020. No Festival de Cinema de Animação de Annecy de 2020, que foi realizado online, o primeiro episódio do documentário foi disponibilizado de 26 de junho a 28 de junho.
}} Frozen 2 foi adicionado ao Disney+ norte-americano logo depois, em 3 de julho. Em Portugal, o documentário foi lançado em 2 de outubro de 2020, no mesmo dia em que Frozen 2 chegou ao catálogo do Disney+ no país. Em 2 de dezembro de 2020, a página oficial do Disney+ no Brasil divulgou o trailer oficial e um pôster promocional da série divulgando seu lançamento para 9 de janeiro de 2021.

## Recepção
Ed Potton, do The Times, avaliou a série com quatro estrelas de cinco, dizendo que "tal honestidade ainda é rara em Hollywood" e que os desafios enfrentados pela equipe fazem as "recompensas cafonas chegarem em casa". Drew Taylor, do Collider, classificou o documentário como A, chamando-o de "totalmente fascinante e surpreendentemente honesto". Taylor comparou-o favoravelmente aos lançamentos anteriores dos bastidores da Disney por "mostrar aos cineastas em seus momentos mais vulneráveis, tanto pessoal quanto artisticamente". Joel Keller, do Decider, também descobriu que "não sofre da costumeira história de autopromoção da Disney" e era "uma série muito informativa que mostra que mesmo os melhores filmes animados enfrentam problemas". Ethan Anderton do Slashfilm avaliou-o como "informativo e fascinante". Anderton elogiou por apresentar "momentos tocantes e esmagadoramente honestos", como a relação de Bell com "The Next Right Thing", e cobrir a "frustração" envolvida na adaptação de "Show Yourself". Nick Romano da Entertainment Weekly o recomendou para demonstrar que "há tanto coração por trás desses filmes quanto há na tela".